# Down and Dirty (альбом)
Down and Dirty — дебютний студійний альбом американського реп-гурту The Click, виданий 7 травня 1992 р. на лейблі Sick Wid It Records. Платівка посіла 87-ту сходинку чарту Billboard Top R&B/Hip-Hop Albums. У 1994 р. той самий лейбл випустив альбом на CD, при цьому 2 треки з 16 були відсутні.
У 1995 р. Jive Records перевидав Down and Dirty на CD, деякі пісні з оригінальної версії відсутні чи наявні у вигляді реміксів. На «Tired of Being Stepped On» існує відеокліп, в якому знявся репер C-Bo.

## Оригінальна версія

### Список пісень
1. «Lets Get Drunk» — 5:26
2. «On a Mission» — 4:21
3. «Ballers» (з участю Mugzi) — 1:09
4. «Street Life» (з участю Kaveo та Mugzi) — 5:04
5. «Mic Check» — 3:59
6. «Mr. Flamboyant» — 6:22
7. «Tramp Dogs» — 5:19
8. «Old School» (з участю Little Bruce) — 4:47
9. «The Shit That Will Mess Up Your Brain» — 4:54
10. «She Was Only 16» — 4:50
11. «Tired of Being Stepped On» (з участю Levitti) — 5:07
12. «Sohabs» — 3:35
13. «Daily Routine» — 3:59
14. «Clicks Concert» — 0:33
15. «Porno Star» (з участю Kaveo) — 3:27
16. «Party in the V-Town» — 4:13
17. «You Fucked Up When You Slammed My Motha» — 4:24
18. «Lets Side» — 4:48

Примітки
- «Daily Routine» містить семпл з пісні «Use Me» у виконанні Білла Візерса.

## Перевидання
На випущеному у 1995 р. лейблом Jive Records перевиданні не включено 7 з 18 треків оригінальної версії, ще 5 пісень — ремікси. Таким чином, лише 6 композицій залишені у своєму первісному вигляді.

### Список пісень
1. «Let's Get Drunk» — 5:17
2. «On a Mission» — 4:06
3. «Life» — 4:56
4. «Mic Check» — 3:51
5. «Mr. Flamboyant» — 6:00
6. «Tramp Dogs» — 5:08
7. «Old School» (з участю Little Bruce) — 5:01
8. «The Shit That Will Fuck with Your Brain Boy» — 5:02
9. «She's Was Only 16» — 4:29
10. «Tired of Being Stepped On» (з участю Levitti) — 5:00
11. «Click's Concert» — 0:21

## Чартові позиції
| Чарт (1992)                         | Найвища позиція |
| ----------------------------------- | --------------- |
| US Billboard Top R&B/Hip-Hop Albums | 87              |